# 주진철
주진철(朱鎭哲, 1982년 2월 8일 ~ )은 대한민국의 전직 스타크래프트 프로게이머, 프로게임단 코치이다. StarCrafT_Side라는 아이디를 사용하며, 종족은 저그이다.
2000년부터 프로게이머 생활을 시작하였으며, 2001년 KOR에 입단하였다. 2004년부터 2006년까지는 주로 팀플레이에 출전하였으며, 2006년 8월 29일 선수에서 플레잉 코치로 전향하였고, 2007년 9월 19일 온게임넷 스파키즈의 수석코치였던 변성철 코치가 군입대를 함에 따라 주진철 코치가 바통을 이어받아 차기 수석코치에 임명되면서 결국 프로게이머를 은퇴하였다.
2010년 10월 하이트 스파키즈가 CJ 엔투스에 흡수 합병되면서 하이트 엔투스(현 CJ 엔투스) 소속이 되었다.
2011년 3월 군 문제 관계로 CJ 엔투스에서 나오고 팀에 없는 상태다.

## 수상 경력

#### 개인 경력
- 2001년 제3회 저그아이존배 우승
- 2002년 KPGA 3차리그 본선 진출
- 2003년 온게임넷배 1차 챌린지리그 우승
- 2003년 마이큐브 온게임넷 스타리그 16강
- 2004년 하나포스 센게임 MSL 8강
- 2004년 스프리스 MSL 16강

#### 코치 경력
- 2008년 1월 신한은행 프로리그 2007 후기리그 4위
- 2008년 8월 신한은행 프로리그 2008 준우승
- 2009년 7월 신한은행 프로리그 08~09 6강
- 2009년 8월 경남-STX컵 마스터즈 2009 3위